# Нойпетерсхайн
Нойпетерсхайн (нем. Neupetershain) — община в Германии, в земле Бранденбург.
Входит в состав района Верхний Шпревальд-Лужица. Подчиняется управлению Амт Альтдёберн.  Занимает площадь 18,71 км².

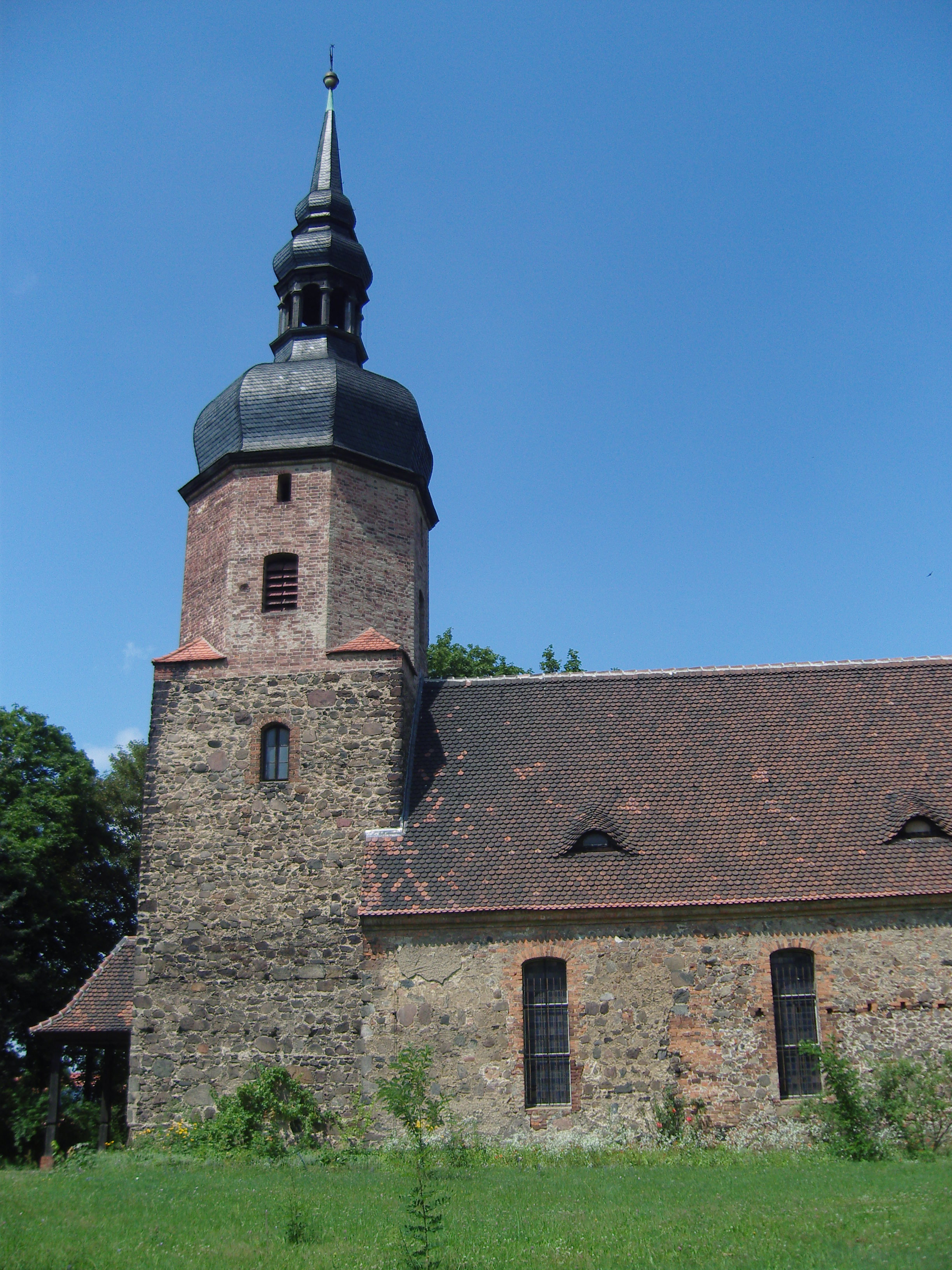
Церковь

| Год  | Население |
| ---- | --------- |
| 2000 | 1827      |
| 2005 | 1613      |
| 2010 | 1433      |